# Turks i Caicos na Mistrzostwach Świata w Lekkoatletyce 2015
Turks i Caicos na Mistrzostwach Świata w Lekkoatletyce 2015 – reprezentacja Turks i Caicos podczas Mistrzostw Świata w Pekinie liczyła 1 zawodnika, który nie zdobył medalu.

## Występy reprezentantów Turks i Caicos
| Konkurencja         | Zawodnik        | Eliminacje | Eliminacje | Finał    | Finał   |
| Konkurencja         | Zawodnik        | Rezultat   | Pozycja    | Rezultat | Pozycja |
| ------------------- | --------------- | ---------- | ---------- | -------- | ------- |
| Skok w dal mężczyzn | Ifeanye Otuonye | NM         | NM         | NQ       | NQ      |